# Le Creux de la vague
Le Creux de la vague (Un trio et un quatuor) ou Le Reflux (The Ebb-Tide : A Trio and Quartette) est un roman de Robert Louis Stevenson paru en 1894.

## Historique
Le Creux de la vague ou Le Reflux est le dernier roman achevé de Robert Louis Stevenson, écrit en collaboration avec son beau-fils Lloyd Osbourne. Il paraît d'abord sous la forme de roman-feuilleton dans le magazine londonien « To-Day » du 11 novembre 1893 au 3 février 1894, puis dans le McClure's Magazine de février à juillet 1894. En France, le roman a été édité pour la première fois en 1905.

## Résumé
Un trio d'anglophones, les plus misérables de Tahiti, survivent sur la plage de Papeete : Herrick, un homme d'affaires anglais avec sa réputation de complet incapable, Davis, un capitaine de navire américain déshonoré par la perte de son dernier bateau, et Huish, un cockney malhonnête foncièrement mauvais.
Un jour, la goélette Farallone,  transportant une cargaison de champagne de San Francisco à Sydney, arrive dans le port, ses officiers étant mort de la variole. Tous les capitaines consultés ayant peur de l'infection, le consul américain propose à Davis de reprendre le bateau pour le reste du voyage. Davis prend avec lui les deux autres hommes, avec comme plan de voler le bateau et de rejoindre le Pérou, où ils vendront la cargaison et le navire et disparaîtront avec l'argent.
Une fois en mer, Davis et Huish commencent à boire la cargaison et ne dessoûlent plus. Sans aucune expérience maritime, Herrick, dont la conscience est sévèrement dérangée par le plan, mais estimant qu'il n'a aucune autre façon d'échapper à la pauvreté, doit gérer le bateau avec trois membres d'équipage canaques.
Quelques jours plus tard, les voleurs potentiels découvrent qu'ils ont été les victimes d'une fraude : la majeure partie de la cargaison n'est pas du champagne, mais simplement des bouteilles d'eau. Apparemment, l'expéditeur et le capitaine précédent avaient eu l'intention de couler le bateau pour toucher l'assurance sur la cargaison. Dégrisé, Davis se rend compte que la nourriture embarquée est insuffisante pour atteindre le Pérou. Le seul port qu'ils peuvent rejoindre est Papeete, où ils seront sûrement emprisonnés pour leurs actions.

Dans les Tuamotou, abordant une île inconnue, ils découvrent un Anglais, « un aristo de première bourre, doublé en cuivre », nommé Attwater. Celui-ci a fondé une entreprise et une mission, récoltant des perles pendant de nombreuses années avec l'aide de plusieurs douzaines d'ouvriers des îles; tous, sauf quatre, sont récemment morts de la variole.

Le trio élabore un nouveau plan pour tuer Attwater et s'emparer de ses perles. Qui du quatuor remportera la mise ? ...

## Éditions en anglais
- The Ebb-Tide : A Trio and Quartette, en feuilleton dans le magazine To-Day du 11 novembre 1893 au 3 février 1894, à Londres.
- The Ebb-Tide : A Trio and Quartette, en feuilleton dans le McClure's Magazine de février à juillet 1894, à New York.
- The Ebb-Tide : A Trio and Quartette chez Stone & Kimball, juillet 1894, à Chicago.
- The Ebb-Tide : A Trio and Quartette chez Heinemann, septembre 1894, à Londres.

## Traductions en français
- Le Reflux, traduit par Théodore de Wyzewa, aux Éditions Perrin, Paris, 1905.
- Le Reflux, traduit par Théo Varlet, aux Éditions Albin Michel, Paris, 1925.
- Le Creux de la vague, traduit par Gilles Laforêt (1961), Théo Varlet (1977), Jean-Pierre Naugrette (1993).
- Le Creux de la vague, traduit par Marie-Anne de Kisch chez Gallimard, coll. « Bibliothèque de la Pléiade », 2018[1]

## Adaptations au cinéma
- 1915 : Ebb Tide, film muet américain ;
- 1922 : Ebb Tide (1922), film muet américain ;
- 1937 : Le Voilier maudit (Ebb Tide), film américain en Technicolor ;
- 1947 : L'Île aux serpents (Adventure Island), film américain en couleur ;
- 1962 : Le Reflux, de Paul Gegauff, film français.